# Красна Поляна (Сандиктауський район)
Кра́сна Поля́на (каз. Красная Поляна) — село у складі Сандиктауського району Акмолинської області Казахстану. Адміністративний центр Берліцького сільського округу.
Населення — 554 особи (2021; 570 у 2009, 545 у 1999, 626 у 1989).
Національний склад станом на 1989 рік:
- чеченці — 54 %;
- росіяни — 29 %.